# Trabalhador do conhecimento

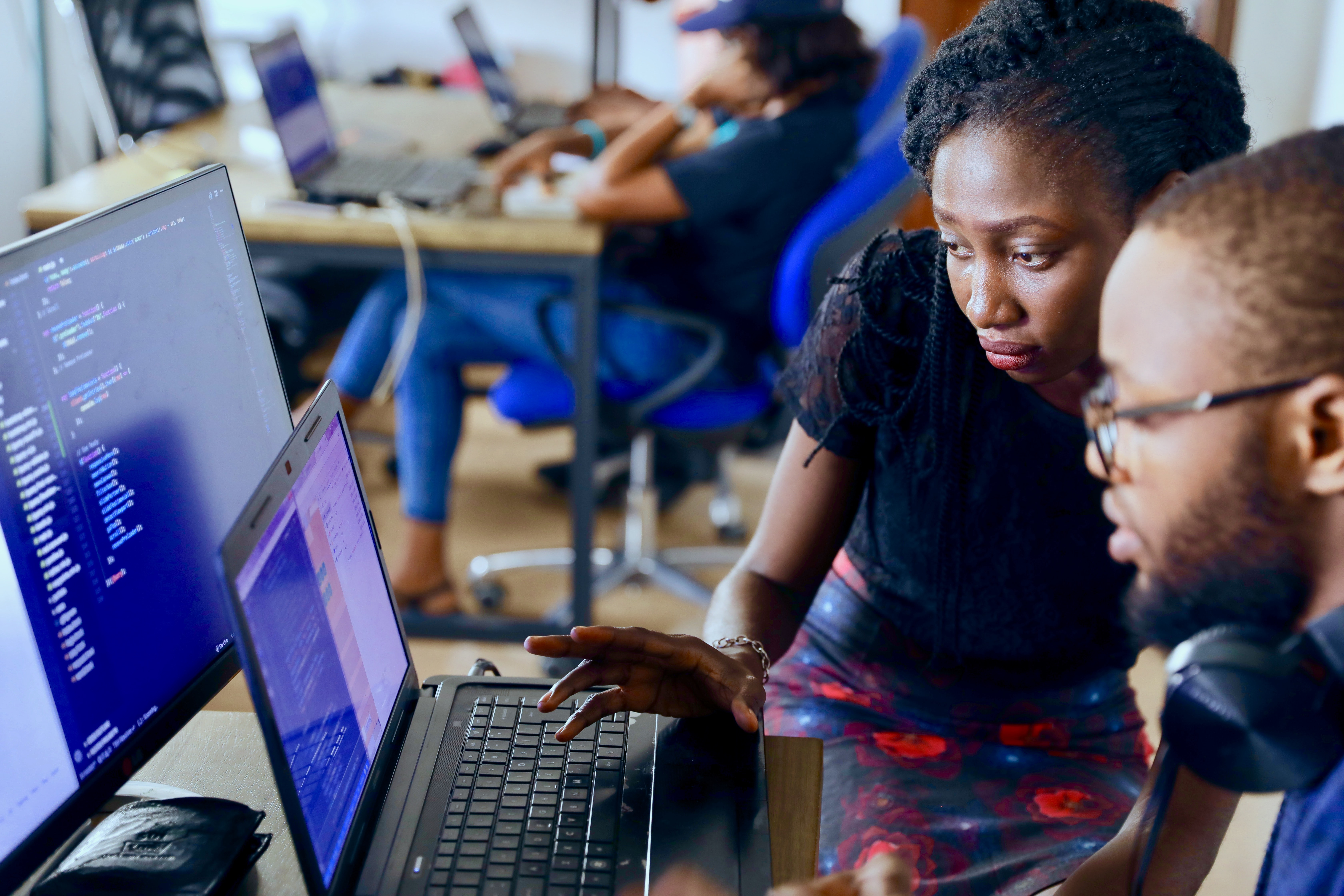
Programadores são um dos exemplos de trabalhadores do conhecimento

Trabalhador do conhecimento  (do inglês knowledge worker) é um termo usado hoje para trabalhadores que são valorizadas por sua capacidade de atuar sobre o conhecimento de uma dada área e comunicá-lo. Com isso, seu principal capital é o conhecimento. Os exemplos incluem programadores, médicos, farmacêuticos, arquitetos, engenheiros, cientistas, design thinkers, contadores públicos, advogados, editores e acadêmicos, cujo trabalho é "pensar para ganhar a vida".
Os trabalhadores do conhecimento podem ser encontrados entre profissionais de tecnologia da informação, mas também entre profissionais como professores, bibliotecários, enfermeiras e engenheiros. À medida que as empresas aumentaram sua dependência de TI, aumentou exponencialmente o número de campos nos quais os trabalhadores do conhecimento podem trabalhar. 
É frequente que eles avancem o conhecimento geral sobre aquele assunto através de sua atividade muito focada, que inclui análise, projeto e/ou desenvolvimento. Eles usam sua capacidade de pesquisa para definir problemas e identificar alternativas. Motivados por sua especialização e experiência, eles trabalham para resolver esses problemas, no esforço para influenciar as decisões, prioridades e estratégias da companhia. 

## Definição
O trabalho de conhecimento pode ser diferenciado de outras formas de trabalho pelo seu ênfase na resolução de problemas "não rotineiros", que requer uma combinação de pensamento convergente e divergente. Mas, apesar da quantidade de pesquisas e literatura sobre trabalho do conhecimento, não há uma definição sucinta do termo.
O termo 'trabalho do conhecimento' apareceu em The Landmarks of Tomorrow (1959), de Peter Drucker. Mais tarde o termo trabalhador do conhecimento foi criado por Peter Drucker em The Effective Executive em 1966, para definir quem trabalha primariamente com a informação, ou quem desenvolve e usa conhecimento no trabalho.[carece de fontes?] Mais tarde, em 1999, ele sugeriu que "o ativo mais valioso de uma instituição do século XXI, seja de negócios ou não, será seu conhecimento e sua produtividade."